# پارک طبیعی سیرا د لاس نیوس
پارک طبیعی سیرا د لاس نیوس (به اسپانیایی: Parque nacional de la Sierra de las Nieves) یک منطقهٔ مسکونی در اسپانیا است که در مالاگا واقع شده‌است.